# Larvik (město)
 Larvik (dánsky Laurvig, zejména v historických dokumentech) je město v jižním Norsku, v municipalitě Larvik v kraji Vestfold. Je administrativním centrem rozsáhlé municipality, která zasahuje přes 50 km do vnitrozemí. Město leží na pobřeží u průlivu Skaggerak, mezi fjordem na jihu a morénovým jezerem Farris na severu. Řeka Lågen obtéká město z východu. Larvik byl povýšen na město v roce 1671. V roce 1988 byl spojen se sousedním městem Stavern a třemi venkovskými obcemi do rozsáhlé municipality Larvik.
K lednu 2024 mělo město 27 136 obyvatel, což je více než polovina ze 48 715 obyvatel celé municipality.
Místní přístav je jedním z největších přístavů ve Vestfoldu. Má trajektové spojení přes Skaggerak do Hirtshalsu v Dánsku. Městem prochází železniční trať Vestfoldbanen se zastávkou na nádraží Larvik. Severním okrajem města prochází evropská dálnice E18, která spojuje hlavní město Oslo s jižním Norskem.
Larvik (který historicky používal dánský pravopis Laurvig) byla stará pobřežní vesnice. Když Ulrik Fredrik Gyldenløve koupil v roce 1671 panství Fritsø, získala vesnice status trhového města. Ulrik Fredrik Gyldenløve se později stal prvním hrabětem z Laurvig. V roce 1674 nechal postavit novou rezidenci „Herregården“, kterou lze navštívit dodnes.

## Historické zajímavosti

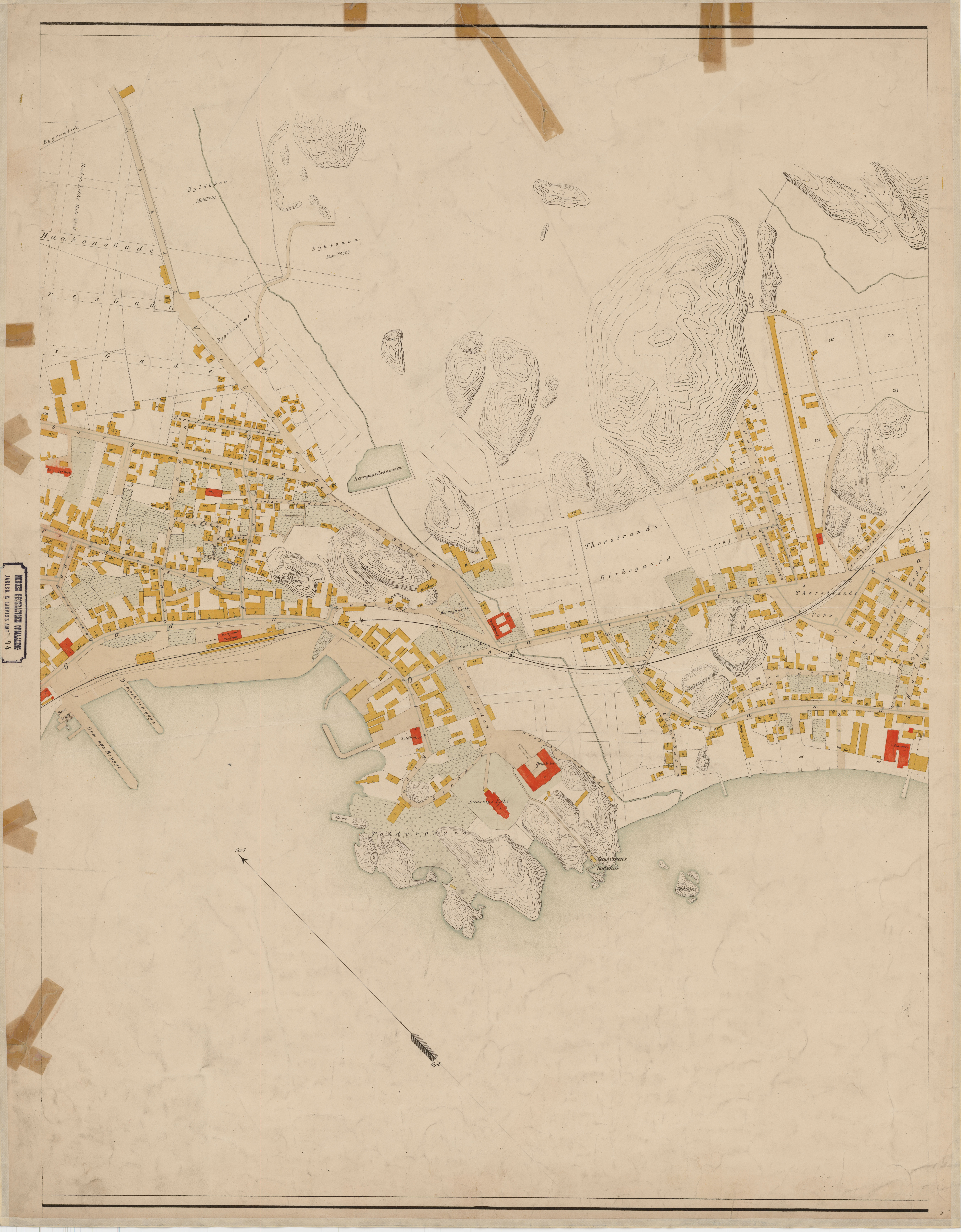
Larvik kolem roku 1884

Jihovýchodně od města se nachází archeologické naleziště Skiringssal, kde byly nejdříve objeveny mohyly a starověká vikingská síň. Později zde byly odkryty pozůstatky starověkého města Kaupang (ze staronorského kaupangr, což znamená tržiště, nebo město), které je nyní považováno za nejstarší známé obchodní město v Norsku a jedno z nejstarších měst v celé Skandinávii. Mezinárodní obchod zde probíhal již kolem roku 800 n. l. Zajímavé je, že přes svůj význam nebyl Kaupang opevněn.
Na přelomu 19. a 20. století byl Larvik jedním ze tří nejvýznamnějších center norského velrybářství (spolu se sousedními městy Sandefjord and Tønsberg).

## Významní rodáci
Z Larviku pocházel Thor Heyerdahl, světoznámý mořeplavec a jeden z nejvýznamnějších představitelů experimentální archeologie, který překonával oceány na balzových a rákosových plavidlech.
S mořeplavectvím je spojen i další místní rodák Oscar Wisting, námořní důstojník, který se mimo jiné plavil na lodi Fram. Spolu s Amundsenem byli první, kdo stanul na jižním i severním pólu.